# Aufklärungstheologie
Die Aufklärungstheologie ist eine theologische Richtung im Protestantismus des 18. Jahrhunderts, die die christliche Lehre an die Aufklärung anpassen und so bewahren wollte.
Die gemäßigte Richtung der Aufklärungstheologie war supranaturalistisch ausgerichtet und wurde vor allem durch Christian Fürchtegott Gellert (1715–1769), daneben auch von Matthias Schoerckh (1733–1808), Christian Wilhelm Franz Walch (1726–1784), Johann August Ernesti (1707–1781) und Johann David Michaelis (1717–1791) vertreten. Die freiere Richtung fand sich vor allem in Berlin und wurde von August Friedrich Wilhelm Sack (1703–1786), Johann Joachim Spalding (1714–1804) und Wilhelm Abraham Teller (1734–1804), aber auch in Braunschweig von Johann Friedrich Wilhelm Jerusalem (1709–1789) gelehrt. Diese sogenannte Neologie trug wesentlich zur Verbreitung der Aufklärung in Deutschland bei und führte radikal neue Ansätze in die Theologie ein. Als erster Vertreter dieser radikalen Aufklärungstheologie gilt Johann Christian Edelmann (1698–1767). Insbesondere äußerte er eine scharfe Kritik an den im Credo formulierten Dogmen. Die „Aufnötigung“ dieser Glaubenssätze durch die „Pfaffen“ betrachtete er als anmaßend.
Der innere Beweggrund der Aufklärungstheologen lag in der Frömmigkeit, obwohl sie maßgebliche reformatorische Grundsätze aufgaben, wenn sie in Gott den liebenden Vater und in Christus den weisen Tugendlehrer sahen. Die Predigten von Johann Friedrich Wilhelm Jerusalem, Johann Lorenz von Mosheim, Johann Gustav Reinbeck, August Friedrich Wilhelm Sack, Johann Joachim Spalding und Georg Joachim Zollikofer und viele andere hatten ebendiese Frömmigkeit zum Inhalt.
In der geistlichen Dichtung sind als Vertreter unter anderem Johann Andreas Cramer und Christian Fürchtegott Gellert zu nennen. Aber auch die Komponisten und Kirchenlieddichter Franz Vollrath Buttstedt, Karl Friedrich Harttmann, Johann Adam Hiller und Balthasar Münter wirkten im Sinne der Aufklärungstheologie. Es wurden die Gesangbücher umgestaltet, der Totensonntag und das Reformationsfest verbindlich festgeschrieben, aber auch die Gottesdienste, Wochenbetstunden und Abendmahlsfeiern in ihrer Häufigkeit reduziert. Theologisch-wissenschaftlich entstanden die Fächer Kirchengeschichte (und darin Dogmengeschichte) und die historisch-kritische Bibelwissenschaft (samt Einleitungswissenschaften).
Die letzten Ausläufer der protestantischen Aufklärung fanden sich um 1790, während die Katholische Aufklärung später begann und endete. Die Maxime war: „Nichts für wahr halten, als was nach klaren und unbezweifelbaren Vernunftgründen wirklich dafür gehalten werden kann“ und „Die Lehre Christi und seiner Apostel wird nun als wahr angesehen, da sie in der vernünftig-sittlichen Natur des Menschen begründet ist“ (Röhr).